# Беспилотные автомобили Яндекса

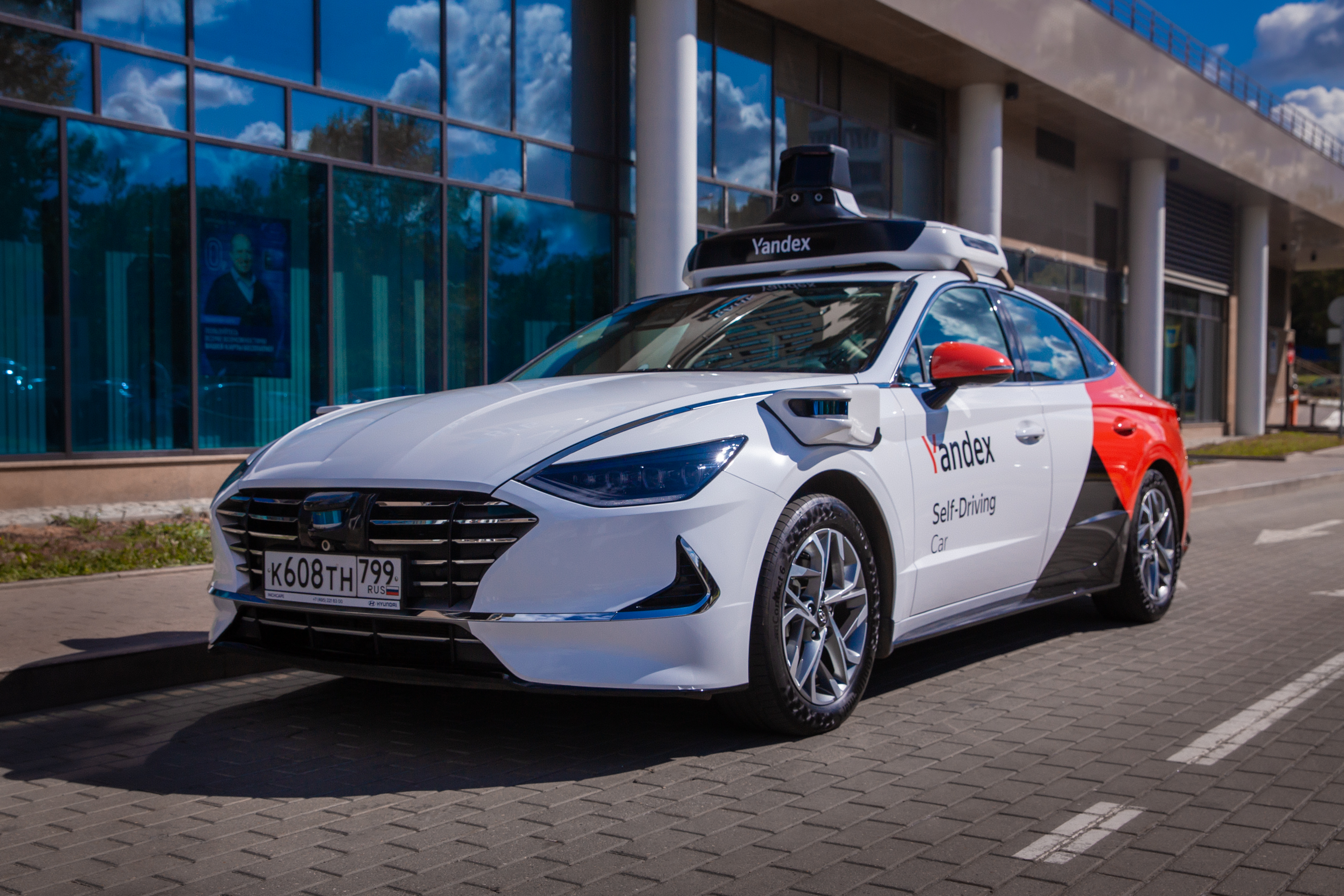
Беспилотный автомобиль Яндекса в Москве, 2021 год

Беспилотные автомобили Яндекса — самоуправляемые транспортные средства, разрабатываемые инженерами Яндекса с 2017 года.
Автомобили оснащены системой автономного управления и способны самостоятельно перемещаться, соблюдая правила дорожного движения и объезжая препятствия, а также планировать маршрут с учетом действий других участников движения.
К середине 2021 года автопарк Яндекса составил 170 беспилотных автомобилей, а общий пробег по дорогам России, Израиля и США — более 13 млн км.
В Morgan Stanley оценили бизнес Яндекса по созданию беспилотных автомобилей  в $7 млрд, указав, что компания успешно конкурирует с решениями от Google и General Motors.

## История

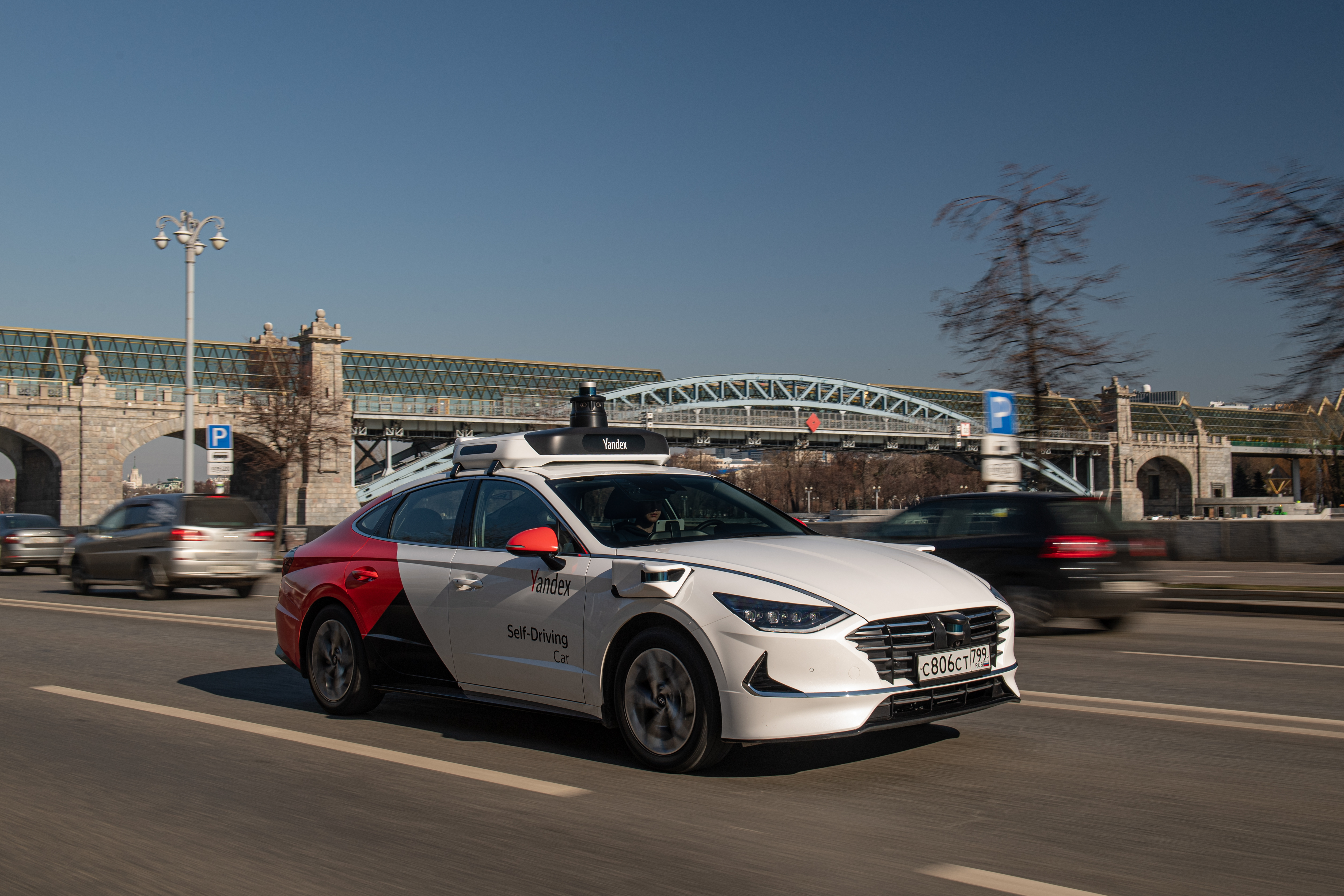
Беспилотный автомобиль Яндекса на улицах Москвы

Яндекс начал развивать направление беспилотных автомобилей с 2017 года. Испытания первых прототипов начались в мае 2017 года, а июне 2017 года компания впервые опубликовала первое видео, демонстрирующее свои разработки.
В феврале 2018 года Яндекс показал тесты беспилотного автомобиля на улицах Москвы после сильного снегопада.
В июне 2018 года автомобиль Яндекса совершил первую междугороднюю поездку. Он проехал в автономном режиме 780 км от Москвы до Казани за 11 часов.
В августе 2018 года Яндекс запустил в тестовом режиме сервис роботакси в наукограде Иннополисе. Сервис доступен для жителей города: беспилотное такси можно вызвать через приложение Яндекс.Такси. Поездки проходят с пустым водительским креслом, инженер-испытатель занимает пассажирское место. К осени 2021 года было совершено уже около 20 тысяч поездок.

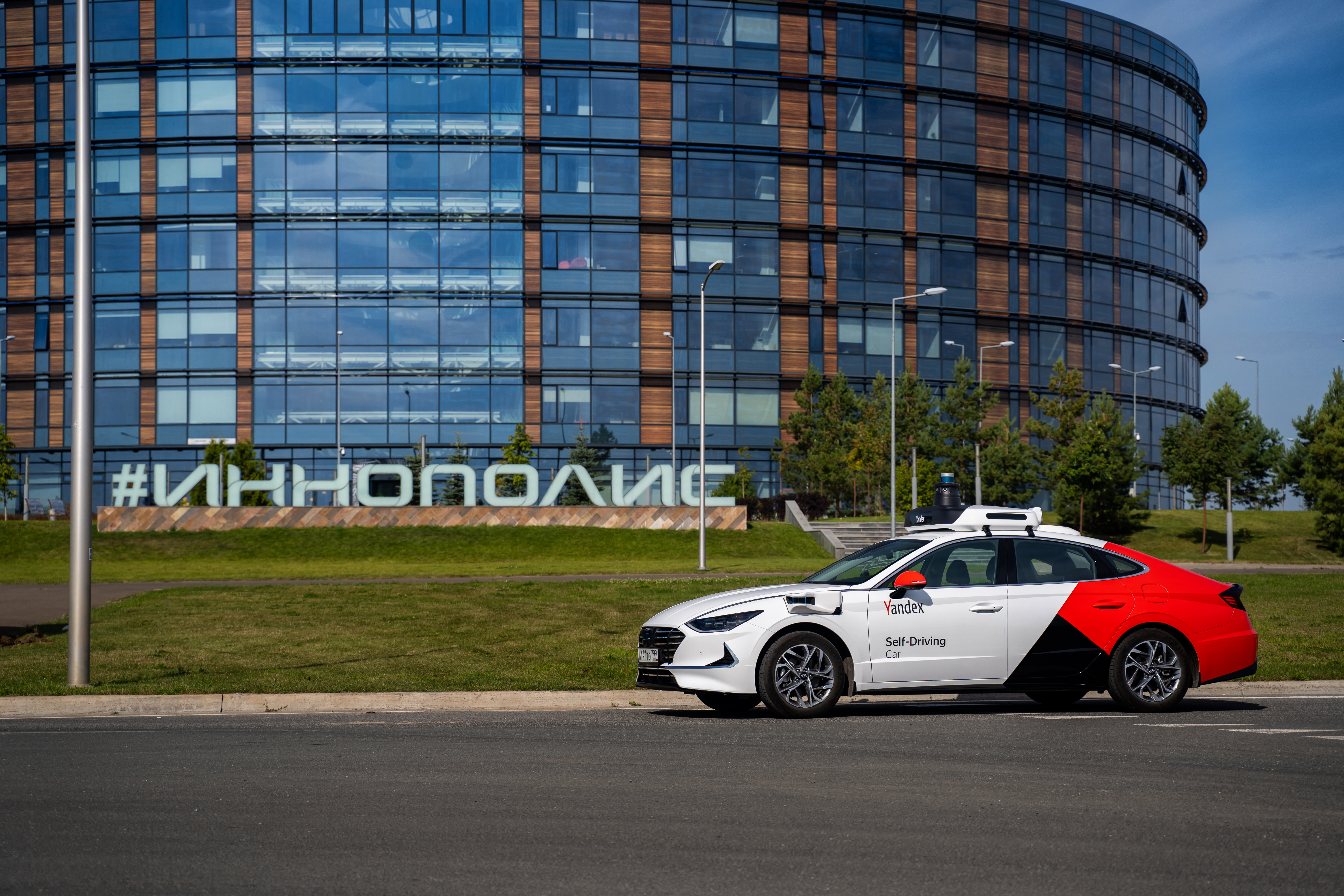
Беспилотное такси Яндекса в г. Иннополис

В декабре 2018 года компания получила разрешение от Министерства транспорта Израиля на испытания своего беспилотного автомобиля на дорогах общего пользования. С этого момента здесь также тестируются автомобили Яндекса. 

В конце 2018 года Яндекс получил лицензию на эксплуатацию автономных транспортных средств на дорогах общего пользования в штате Невада, США. В начале 2019 года беспилотный автомобиль Яндекса был впервые представлен на международной выставке CES в Лас-Вегасе. Во время выставки автомобили компании ездили по улицам города без инженера за рулем.
В сентябре 2019 года автономные автомобили Яндекса проехали 1 миллион километров по дорогам общего пользования. Еще через месяц Яндекс объявил о прохождении дистанции в 1 миллион миль. Яндекс стал пятой в мире компанией, объявившей о преодолении рубежа в миллион миль, после Waymo, GM Cruise, Baidu и Uber.
В январе 2020 года беспилотные автомобили Яндекса вновь были продемонстрированы во время выставки CES в Лас-Вегасе. Яндекс стал единственным производителем, который предлагал гостям проехать по городу в автономном режиме без человека за рулем.
В августе 2020 года Яндекс объявил о запуске регулярного тестирования в США: беспилотные автомобили начали ездить в Энн-Арборе, штат Мичиган.
В сентябре 2020 года Яндекс объявил о выделении направления беспилотных автомобилей в отдельную компанию Yandex Self-Driving Group (Yandex SDG). После реструктуризации Яндекс дополнительно инвестирует в новую компанию 100 миллионов долларов США и выдаст конвертируемый заём ещё на 50 миллионов долларов.
В марте 2022 года «Яндекс» приостановил тесты беспилотников в США. В ноябре 2022 года было объявлено, что международное подразделение команды беспилотных технологий будет выделено в самостоятельную компанию, и эта структура сменит свое название. В 2023 году стало известно, что она будет работать под брендом Avride.

## Технологии
Беспилотные автомобили Яндекса способны передвигаться самостоятельно благодаря специальному программному обеспечению и сенсорам, собирающим информацию об окружающем мире. Камеры, лидары и радары, установленные на автомобиле, сканируют пространство вокруг и передают информацию в аппаратный комплекс, расположенный в багажном отделении. С этими данными работают алгоритмы компьютерного зрения и машинного обучения. Благодаря им беспилотный автомобиль распознает, что происходит вокруг, предсказывает, как будет развиваться дорожная ситуация, а после планирует движение.
Для работы технологии не требуется наличие постоянного интернет-соединения или специальная дорожная инфраструктура. Автомобиль может ездить в тех же условиях, что и обычный водитель, видеть знаки, понимать разметку и ориентироваться в меняющихся условиях.

## Робот-доставщик Яндекса

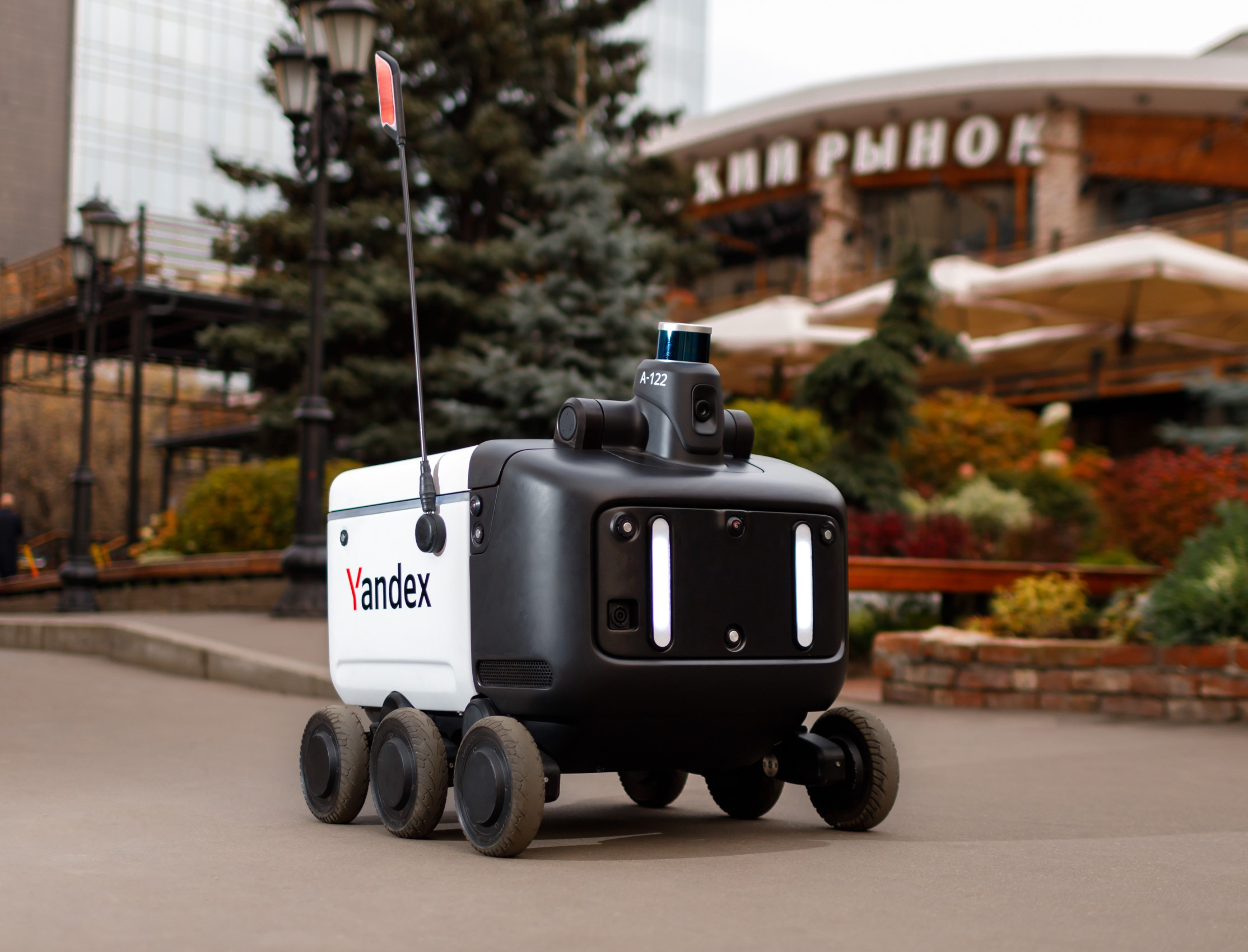
Робот-доставщик Яндекса третьего поколения

В ноябре 2019 года компания представила самоуправляемого робота-доставщика для перевозки небольших грузов. При создании робота использовались наработки компании в области беспилотного управления. С ноября 2019 года несколько роботов проходят испытания в штаб-квартире Яндекса на улице Льва Толстого. 
В будущем Яндекс.Ровер будет использоваться для доставки товаров из интернет-магазинов, в складской логистике, а также в иных целях.
В феврале 2019 года Яндекс впервые сделал тестовую интеграцию робота в существующий сервис. 14 февраля Яндекс. Ровер развозил посылки из интернет-магазина Беру между корпусами офисного центра Яндекса в Москве.
С апреля 2020 года Ровер работает в Сколково: перевозит корреспонденцию и посылки на территории города.
В декабре 2020 года роботы Яндекса начали доставлять заказы Яндекс.Еды в Москве и Иннополисе.
В июле 2021 года Яндекс подписал соглашение с американским сервисом доставки еды Grubhub. Компания стала партнёром Grubhub по роботизированной доставке в кампусах — студенческих городках при колледжах и университетах в США. В августе 2021 года Яндекс запустил доставку роботами-курьерами в Университете штата Огайо. А в ноябре 2021 года роботы начали доставлять еду студентам Аризонского Университета 

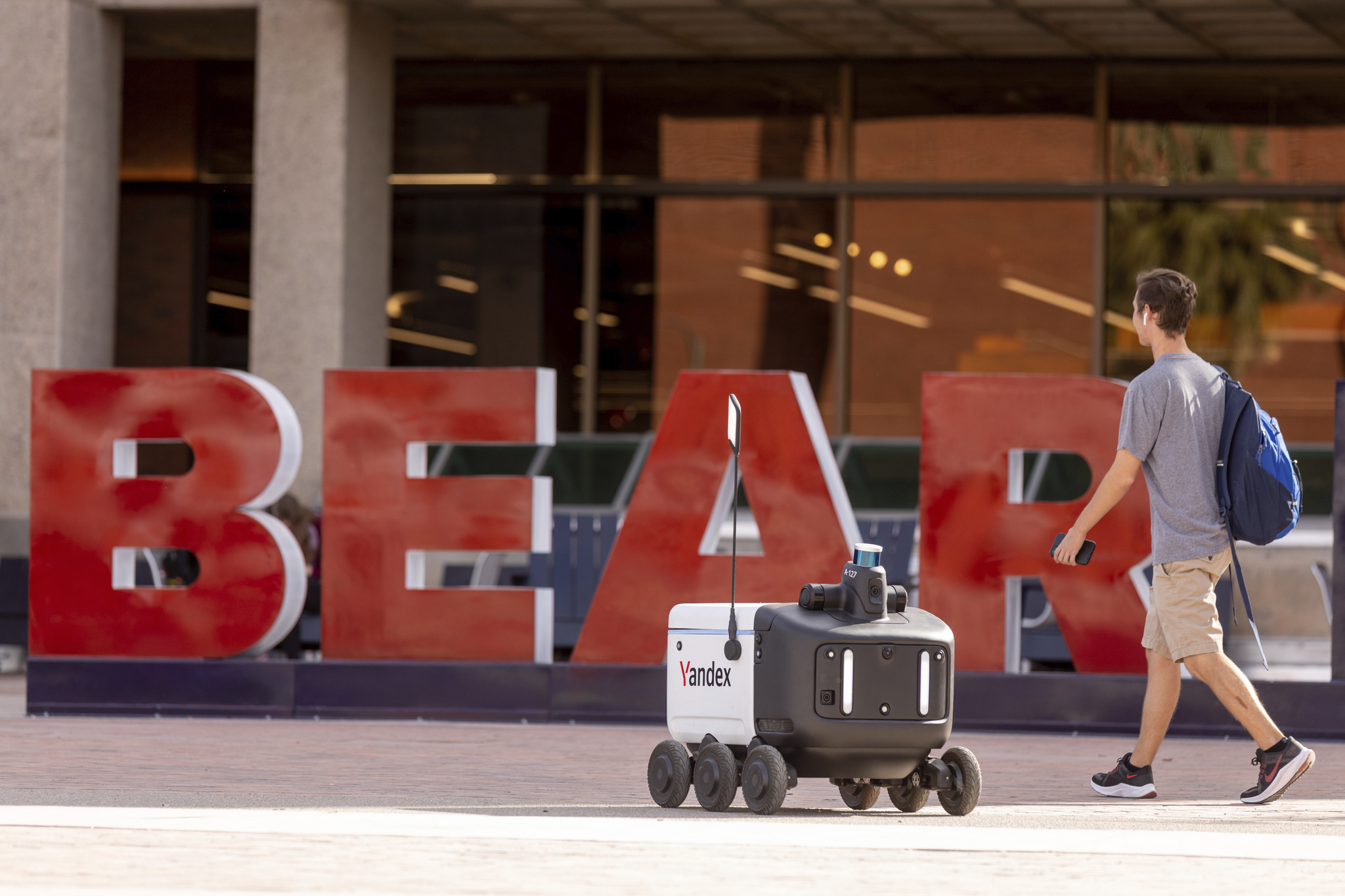
Робот Яндекса в Аризонском Университете

В октябре 2021 года Почта России и Яндекс объявили о пилотном проекте доставки посылок из отделений с помощью роботов-доставщиков. 36 роверов осуществляют доставку из 27 почтовых отделений в Москве.

## Лидары собственного производства
В декабре 2019 года Яндекс представил протитипы собственных лидаров двух типов: с обзором 360° и твердотельный с обзором 120°. Лидары — самые дорогостоящие сенсоры для автономных автомобилей. Компания утверждает, что при массовом производстве стоимость собственных лидаров будет на 75 % ниже рыночной стоимости аналогичных устройств. В настоящее время лидары, разработанные Яндексом, проходят испытания на беспилотных автомобилях компании в Москве.
В октябре 2021 года Яндекс объявил, что оборудовал все беспилотные автомобили на базе Hyundai Sonata основным лидаром собственной разработки и теперь будет устанавливать его на все новые машины.

## Партнёрства
В марте 2019 года Яндекс и производитель автомобильных компонентов Hyundai Mobis подписали соглашение о намерениях создать платформу для автономных автомобилей. Соглашение также предусматривает расширение сотрудничества между компаниями, в том числе использование речевых, навигационно-картографических и других технологий Яндекса в совместных продуктах.
В июле 2019 года был представлен первый результат этого сотрудничества — прототип автономной Hyundai Sonata. Далее компании работали над интеграцией системы управления в автомобиль и в июне 2020 Яндекс представил четвертое поколение своих беспилотников на базе Hyundai Sonata.
В сентябре 2020 года было объявлено о выделении направления беспилотных автомобилей Яндекса, входящего в группу компаний Яндекс.Такси, в отдельную компанию Yandex SDG. После этого доля Яндекса в Yandex SDG составит 73%, доля Uber — 19%, оставшиеся акции пойдут на мотивационную программу для сотрудников.

## Критика
Яндекс раскрывает только общий пробег в автономном режиме, но не дает информации о количестве вмешательств водителя в управление беспилотным автомобилем (т. н. disengagement rate).
О показателе disengagement rate в обязательном порядке каждый год отчитываются компании, которые тестируют беспилотные автомобили в штате Калифорния. При этом метрика подвергается критике со стороны ведущих производителей беспилотных автомобилей. В настоящее время нет единых стандартов для определения того, как считать этот показатель, что делает невозможным прямое сравнение компаний на основании этого критерия.